# Рорі Стюарт
Родерік Джеймс Наджент «Рорі» Стюарт (англ. Roderick James Nugent "Rory" Stewart; нар. 3 січня 1973, Гонконг) — британський політик-консерватор, член парламенту від виборчого округу Пенріт і Кордон з 2010 р. і міністр з питань міжнародного розвитку з 2019 р. Кандидат на посаду лідера Консервативної партії у 2019 р.

## Біографія
Син дипломата Браяна Стюарта. Він навчався в Ітонському коледжі і Оксфордському Бейлліол-коледжі, вивчав нову історію, політику, філософію і економіку. У студентські роки під час канікул був приватним наставником принців Вільяма і Гаррі. Служив в армії, потім вступив на дипломатичну службу і працював в Індонезії, Косові, Іраку і Афганістані. У 2003–2004 рр. керував однією з іракських провінцій, будучи співробітником окупаційної адміністрації.
Працював в уряді в якості парламентського помічника міністра з питань навколишнього середовища, продовольства та сільського господарства (2015–2016), молодшого міністра у Міністерстві міжнародного розвитку (2016–2018) і молодшого міністра у справах Африки у Міністерстві закордонних справ (2017–2018). У 2018 р. Стюарт був призначений молодшим міністром в'язниць у Міністерстві юстиції.